# Lazizbek Mullajonov
Lazizbek Hasanjon oʻgʻli Mullajonov (* 13. Mai 1999 in Fargʻona) ist ein usbekischer Boxer im Schwergewicht. Er gewann die Goldmedaille bei den Olympischen Spielen 2024 in Paris.

## Karriere
Mullajonov wurde 2017 in die Nationalmannschaft aufgenommen und gewann noch im gleichen Jahr die Jugend-Asienmeisterschaft in Bangkok. In seiner folgenden Karriere wurde er vor allem von Sherzod Husanov und Alisher Toychiyev trainiert.
Bei der Weltmeisterschaft 2021 in Belgrad ging er noch im Superschwergewicht an den Start und verlor erst im Viertelfinale mit 2:3 gegen Dawit Tschalojan, gewann dafür jedoch in derselben Gewichtsklasse unter anderem mit Siegen gegen Dawit Tschalojan und Swetoslaw Teterin die Goldmedaille bei der Militär-Weltmeisterschaft desselben Jahres in Moskau.
2022 gewann er bei der Asienmeisterschaft in Amman mit einem Finalsieg gegen Qamschybek Qongqabajew die Goldmedaille im Superschwergewicht und schied 2023 bei den Asienspielen in Hangzhou gegen Han Xuezhen auf einem 5. Platz im Schwergewicht aus. Bei der Weltmeisterschaft 2023 in Taschkent erreichte er mit drei Siegen, darunter im Viertelfinale gegen Julio César La Cruz das Halbfinale, wo er gegen Muslim Gadschimagomedow mit einer Bronzemedaille im Schwergewicht ausschied.
2024 qualifizierte er sich beim 1. Olympiaqualifikationsturnier im italienischen Busto Arsizio mit Siegen gegen Darius Voišnarovič, Kevin Kuadjovi und Georgi Kuschitaschwili für die Olympischen Spiele 2024 in Paris; dort gewann er mit Siegen gegen Aziz Mouhiidine, Keno Machado, Dawlat Boltajew und Loren Alfonso die Goldmedaille im Schwergewicht.